# 约尔根·克里斯蒂安·汉森
约尔根·克里斯蒂安·汉森（丹麥語：Christian Hansen，1890年8月14日—1953年9月10日），丹麦男子赛艇运动员。他曾代表丹麦参加1912年夏季奥林匹克运动会赛艇比赛，获得男子四人单桨有舵手内桨架金牌。